# Niko Nicotera
Niko Nicotera (Gießen) é um ator norte-americano nascido na Alemanha, mais conhecido por interpretar George "Ratboy" Skogstrom na série de televisão Sons of Anarchy (2011-2014).

## Biografia
Niko nasceu em Gießen, Alemanha, em uma base militar americana, e viajou com sua família para a Itália e Londres após deixar a Alemanha. Enquanto em Londres, ele estudou teatro clássico na The Academy of Live and Recorded Arts.

## Carreira
Ele fez trabalhos na televisão britânica e norte-americana.

## Vida pessoal
Ele atualmente mora em Los Angeles, Califórnia.

## Filmografia

### Filmes
| Ano  | Título                    | Papel          | Notas          |
| ---- | ------------------------- | -------------- | -------------- |
| 2001 | Love's Crazy              | Niko           | Curta-metragem |
| 2004 | La Femme Musketeer        | Étienne        |                |
| 2006 | Plastic                   | Matt           | Curta-metragem |
| 2008 | Agente Crush              | Piloto         |                |
| 2008 | The Monument              | Nelson         | Curta-metragem |
| 2010 | Sympathy for Delicious    | Rasha          |                |
| 2011 | I Melt With You           | Bartender      |                |
| 2011 | Some Guy Who Kills People | Lyle Bagwell   |                |
| 2012 | California Solo           | Nick           |                |
| 2013 | Saving Lincoln            | Capitão Holmes |                |
| 2014 | The Purge: Anarchy        | Roddy          |                |
| 2016 | Let Me Make You a Martyr  | Drew Glass     |                |
| 2017 | Sun Dogs                  | Lyle           |                |
| 2019 | Richard Jewell            | Dave Dutchess  |                |

### Televisão
| Ano       | Título                         | Papel                     | Notas                                      |
| --------- | ------------------------------ | ------------------------- | ------------------------------------------ |
| 2001      | As If                          | Serge                     | 1 episódio                                 |
| 2004      | Mile High                      | Dieter                    | 1 episódio                                 |
| 2004      | The Lady Musketeer             | Etienne                   | Filme de televisão                         |
| 2005      | Icon                           | Andrei Kasanov            | Filme de televisão                         |
| 2006      | The Curse of King Tut's Tomb   | Andrew Walker             | Filme de televisão                         |
| 2006      | Blackbeard                     | Moses Hobbs               | Filme de televisão                         |
| 2007      | Roma                           | Mensageiro                | 1 episódio                                 |
| 2011      | True Blood                     | Dealer                    | 1 episódio                                 |
| 2012      | The Mentalist                  | Skiddy                    | 1 episódio                                 |
| 2012      | CSI: NY                        | Joseph Skiver             | 1 episódio                                 |
| 2013      | Castle                         | Ziff Falgrad              | 1 episódio                                 |
| 2014      | CSI: Crime Scene Investigation | Doug Adamson              | 1 episódio                                 |
| 2014      | Turn: Washington's Spies       | Eben                      | 1 episódio                                 |
| 2011–2014 | Sons of Anarchy                | George 'Ratboy' Skogstrom | 36 episódios                               |
| 2015      | Gotham                         | Derek Delaware            | 1 episódio                                 |
| 2017      | Criminal Minds                 | John Malone               | Episódio: "Hell's Kitchen"                 |
| 2018      | NCIS                           | Albert 'Vicious' Leary    | Episódio: "What Child Is This?"            |
| 2018–2019 | The Rookie                     | Carson Miller             | 2 episódios                                |
| 2019      | The Orville                    | Rokal                     | Episódio: "All the World Is Birthday Cake" |
| 2020      | Stumptown                      | Kale Murphy               | Episódio: "All Hands on Dex"               |
| 2021      | Good Girls                     | Gene                      | Recorrente                                 |